# Milo Qirko
Milo Qirko (ur. 15 sierpnia 1915 w Boboshticy, zm. ?) - minister komunikacji Albanii w latach 1962-1974.

## Życiorys
Był członkiem Komitetu Centralnego Albańskiej Partii Pracy i jednocześnie pełnił funkcję wiceministra komunikacji Albanii. Został powołany na ministra tego resortu dnia 16 lipca 1962 i tę funkcję pełnił do 30 października 1974.